# Macerata
Macerata es un municipio y ciudad de Italia de Las Marcas, en el este del país. Se encuentra a una altitud de 315 m sobre el nivel del mar. Es capital de la provincia del mismo nombre, además de sede diocesana.

## Demografía
La población del municipio es de 43 056 habitantes y la superficie es de 92 km², lo que resulta en una densidad de 460 hab./km².
| Gráfica de evolución demográfica de Macerata entre 1861 y 2001 |
|                                                                |
| Fuente ISTAT - elaboración gráfica de Wikipedia                |

## Fiestas y eventos
Macerata celebra como día festivo el 31 de agosto, día de su patrono San Giuliano (San Julián). Macerata es una hermosa ciudad con un interesante patrimonio medieval. La ciudad es adherente a la Asociación Italiana de las ciudades de Arte y Cultura. Durante el verano tiene lugar en ella una reputada temporada lírica que se celebra en "Lo Sferisterio" y cuyo director artístico es Pier Luigi Pizzi.
Cada año, parte de Macerata la peregrinación religiosa hacia la famosa Basilica della Santa Casa di Loreto (Santuario de Loreto)

## Universidad
La Universidad de Macerata se cuenta entre las más antiguas del mundo, ya que fue fundada en 1290 con la proclamación del edicto en toda la región por parte de Bartolo da Sassoferrato, que anunciaba la creación de una escuela de derecho en la ciudad.

## Museos

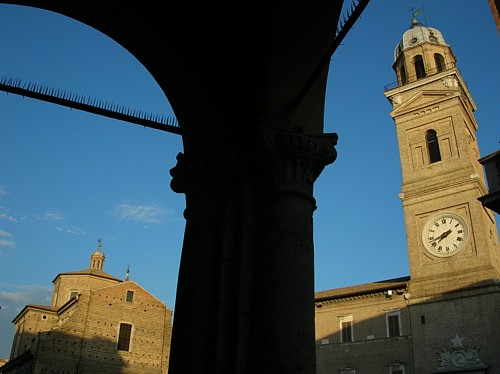
Vista del centro histórico de Macerata.

En Macerata existen numerosos museo:
- Palazzo Ricci (en el cual se presenta la colección del "Novecento italiano")
- Museo della Carrozza
- Museo de Historia Natural
- Museo y Pinacoteca Comunal
- Museo Tipológico del Presepe (pesebre, creche)

## Personas destacadas
Entre las personas ilustres nacidas en Macerata, se encuentran el padre Matteo Ricci, jesuita que introdujo el cristianismo en China y vivió por muchos años en la corte china de los Ming, y Giuseppe Tucci, uno de los principales orientalistas de occidente. La familia de la exvicepresidenta de Argentina, Gabriela Michetti, es oriunda de Macerata.
Por otro lado se sabe de la existencia de personas de Macerata que llegaron al sur de la provincia de Buenos Aires.
Tal es el caso de un oriundo de Macerata, Pascual Galassi, que se radicó en la ciudad de Lobería para el siglo XX, siendo un trabajador agrícola importante en la zona debido a la incorporación de las primeras maquinarias a su producción. Actualmente sus bisnietos se encuentran en diferentes puntos de la provincia (La Plata, Lobería, Necochea).
Descendientes de Luigi Pianesi, nacido el 24 de agosto de 1809 en Macerata, luego rector de la Universidad de Macerata entre los años 1861 y 1876 viven actualmente en la Argentina (La Plata, San Isidro, Villa La Angostura).